# Kimberly Brooks

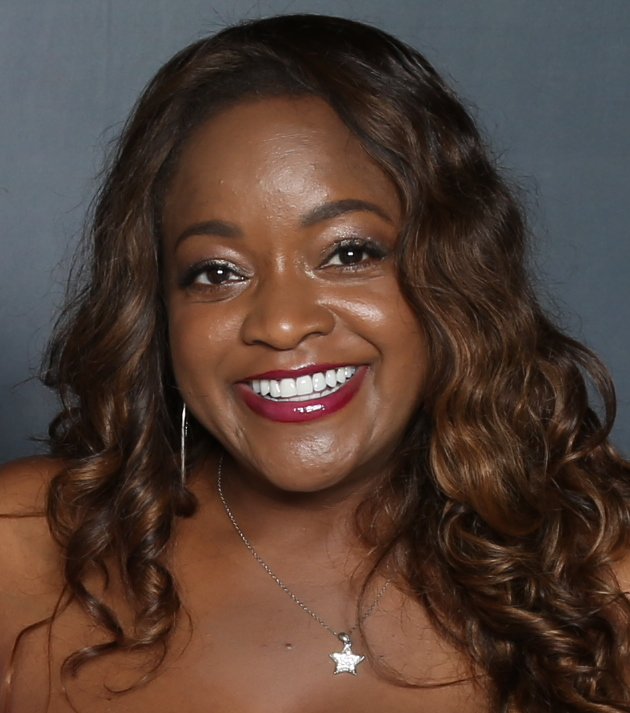
Kimberly Brooks em 2018

Kimberly Brooks, nascida em 29 de julho de 1981, é uma dubladora americana que trabalha com locução, cinema, videogame e teatro. Dublou em videogames desde meados da década de 1990. Interpretou Ashley Williams em Mass Effect, Stormy em O Clube das Winx, Buena Girl em Mucha Lucha, Barbara Gordon em Batman: Arkham, Shinobu Jacobs em No More Heroes e No More Heroes 2: Desperate Struggle, Princesa Allura de Voltron: O Defensor Lendário, Mee Mee em O Laboratório de Dexter, Jasper em Steven Universo, Luna na franquia Scooby-Doo — como parte das Hex Girls — e Robin Ayou em Subnautica: Below Zero.

## Trabalho

### Filmografia
- Superman: Doomsday (2007) - Murphy
- Curious George (2006) - Vozes adicionais
- Huff (2004) - Paula Dellahouse
- Scooby-Doo and the Legend of the Vampire (2003) - Luna
- The Wild Thornberrys Movie (2002) - Tally (Cheetah Cub)
- Jimmy Neutron: Boy Genius (2001) - Zachery/Reporter/Angie
- Scooby-Doo and the Witch's Ghost (1999) - Luna
- Gettin' to Know Me (1980) - LaVonne

### Televisão
- Winx Club (2012-2014) - Stormy
- Pokemon: Diamond & Pearl (2007) - Hunter J
- Shuriken School (2006) - Jimmy B, Nobunaga, Bruce Chang
- What's New, Scooby-Doo?  (2002)-Janet Lawrence/Elliot/Phylidia
- ¡Mucha Lucha! (2002) - Buena Girl
- Ozzy & Drix (2002) - Christine
- ChalkZone (2002) - Cleopatra in Chalk Queen/Cleo's Secret/Snap's Wishy Washout/Chunky
- As Told by Ginger (2000) - Chantel
- Static Shock (2000) - Puff/Madeline Spalding
- Steven Universo (2015-2018) - Jasper/Malaquita
- Steven Universo Futuro (2019-2020) - Jasper/Malaquita
- Dexter's Laboratory (1996-2003) - Mee Mee (temporada 1 e 2)
- Voltron: Legendary Defender (2016-2018)-  Princesa Allura

### Video games
- Bioshock Infinite (2013) - Daisy Fitzroy
- Unreal Tournament 3 (2008) - Computer Announcer
- No More Heroes (2007) - Shinobu
- Mass Effect (2007)- Gunnery Chief Ashley Williams
- Bullet Witch (2007) - Additional Voices
- Spider-Man 3 (2007) - Calypso/Vozes adicionais
- Clive Barker's Jericho (2007) - Muriel Green
- Shark Tale (2004) - Vozes adicionais
- Dark Reign: The Future of War (1998) - Computador